# Motoki Nishimura
Pour les articles homonymes, voir Nishimura.
Motoki Nishimura (西村 昌樹, Nishimura Motoki), né le 8 juin 1947, est un judoka japonais. Il participe aux Jeux olympiques d'été de 1972 dans la catégorie des poids lourds et décroche la médaille de bronze.

## Palmarès

### Jeux olympiques
- Jeux olympiques de 1972 à Munich,  Allemagne
  -  Médaille de bronze